# Pina de Ebro
Pina de Ebro és un municipi d'Aragó situat a la província de Saragossa i enquadrat a la comarca de la Ribera Baixa de l'Ebre.

## Geografia
Integrat a la comarca Ribera Baixa de l'Ebre, se situa a 40 quilòmetres de la capital aragonesa. El terme municipal està travessat per l'autopista AP-2 i la carretera N-2 entre els punts quilomètrics 358 i 375.
El relleu està determinat per la depressió de l'Ebre, riu que discorre pel sud de la localitat, d'oest a est. Hi ha també algunes elevacions aïllades en la transició cap a la zona desèrtica dels Monegres (la més elevada rep el nom de Purburell, de 417 metres d'altitud, prop de Bujaraloz) i en l'extrem nord-oriental s'alça la Serra d'Alcubierre, que en aquesta zona arriba als 570 metres. El poble s'alça a la zona més baixa, a 161 metres sobre el nivell del mar, si bé el riu abandona el municipi a una altura de 150 metres.
La seva temperatura mitjana anual és de 14,9 °C i té una precipitació anual de 350 mm.

## Blasó

### Escut
Escut quadrilong de base arrodonida, que porta d'or, tres pinyes baixes, ben ordenades, amb els carpels de sinople, filetejats de plata. Al timbre, Corona Reial oberta. Va ser aprovat el 30 de novembre de 2004.

### Bandera
La bandera de Pina d'Ebre és un drap groc d'una proporció de 2m d'alt per 3 d'ample, amb tres pinyes baixes, dues al capdamunt i una la part de sota, amb els carpels verds, filetejats de blanc. Va ser aprovada el 30 de novembre de 2004.

## Història

### Edat mitjana
El territori de Pina va ser reconquerit als musulmans per Alfons I el Bataller el 1127. Del període comprès entre 1134 i 1198 es coneixen els noms de sis tinents: Jordán, García Ortiz, Gostio, Ortiz Ortiz, Jordán de Pina i Martín Pérez de Villel. D'altra banda, els ordes militars van tenir importants interessos en aquesta localitat. El de Sant Joan de Jerusalem va instal·lar-hi una comanda el primer comenador de la qual va ser Domingo de Ricla, sent el seu primer esment de l'any 1184, mentre que l'Orde del Temple va tenir també nombroses possessions.
El 1164 es va concedir a Pina el terme de les terres i furs de població. El 1174, Alfons el Cast va donar Pina com a regal de noces a la seva esposa, Sancha de Castella, la qual cosa va tornar a ocórrer 57 anys més tard amb Jaume I i la seva esposa. Una gran riuada esdevinguda el 1259 va arrasar la localitat i aquest últim monarca va fer lliurament de terrenys més endins per reedificar el nou poble, eximint la població de pagar la contribució durant un període de dos anys. Hi ha constància que, el 1350, la pesta negra —que des de l'est peninsular havia arribat a Saragossa a la fi de 1348— va deixar despoblats llocs com El Rebollar, Talavera i la Mechana del Figueral.
Al segle xv, el futur rei Ferran II d'Aragó, després conegut com el Catòlic, va descansar a Pina dos dies abans de la seva coronació. El 1492, a Pina es va organitzar la jurisdicció senyorial que comprenia, a més de la pròpia Pina, Alcubierre, Monegrillo, Cinco Olivas, Torres i Barbués. Aquesta organització duraria fins a 1851.

### Edat Moderna i Contemporània

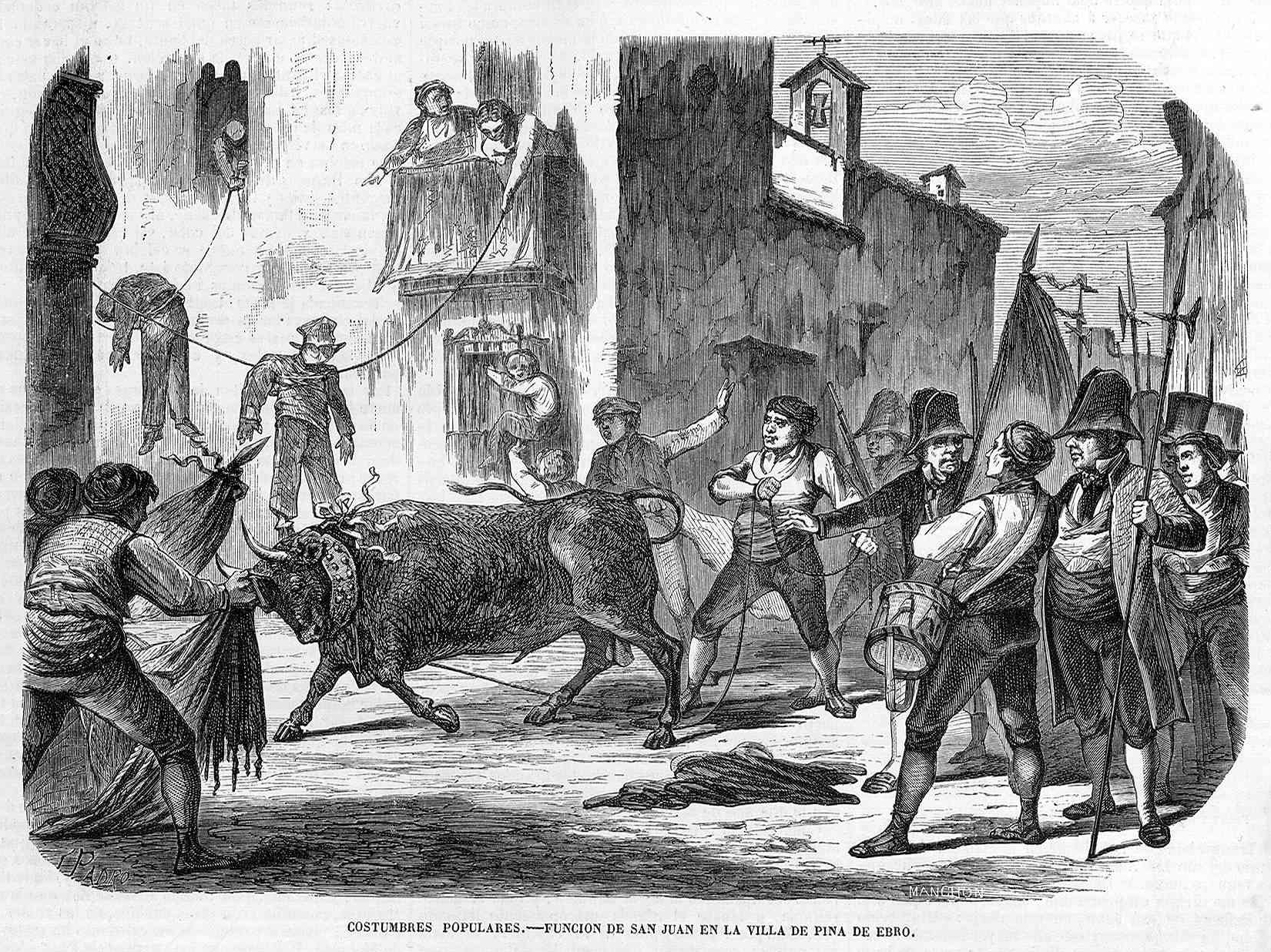
«Costums populars, funció de Sant Joan a la vila de Pina d'Ebre», a El Museu Universal, 1863.

El 1557, la pesta va tornar a assotar Pina, fet que es repetiria els anys 1652 i 1835. Al començament de l'Edat Moderna, la població de Pina era tant cristiana com a musulmana; en el cens dut a terme en 1495, més del 40 % de les llars pertanyien a moriscos. El 1588 es va produir una matança de moros en la localitat, sent assassinades unes 700 persones.
Durant el segle xix, Pina va sofrir els avatars de les diferents guerres que va sofrir el país. En 1808, durant a Guerra del francès, va ser presa pels francesos. I durant les Guerres Carlistes, un batalló de milicians va convertir en fortalesa el Palau dels Comtes de Sástago (1836); però tres anys més tard, les hosts de Ramón Cabrera van atacar als milicians de la localitat i van cremar el Palau. El 1840, Pina va ser el centre d'aprovisionament dels nacionals que van anar a la conquesta de Morella.
El 1835, es crea el partit judicial de Pina, essent aquesta la capital de divuit pobles. Pascual Madoz, en el seu Diccionari geogràfic-estadístic-històric d'Espanya de 1845, refereix que Pina «compta amb 430 cases, antigues i de sòlida construcció, en les quals s'inclouen la de l'ajuntament i presó; un palau del Comte de Sástago que en la guerra de la independència va servir de fort als francesos». Comenta també l'existència, en el seu terme, del despoblat d'Alcalá «que va ser un lloc de moros», situat entre Pina i Gelsa, i que havia estat abandonat el 1610. Quant a l'economia, la localitat produïa blat, ordi, blat de moro, vi i oli; posseïa dos molins fariners, diversos d'oli i tres forns de pa coure. Amb el final del segle XIX va arribar a Pina el ferrocarril i el primer tren va passar pel municipi el 1884.
Durant la Guerra Civil, Pina va ser focus de nombrosos combats entre tots dos bàndols. La destrucció de l'església parroquial del poble testifica la cruesa dels mateixos. La columna Durruti, en el seu intent de conquistar Saragossa, va prendre Bujaraloz, La Almolda i Osera, on va quedar detingut el seu avanç; la columna anarcosindicalista va romandre atrinxerada a Pina d'Ebre.

### Actualitat
Amb l'arribada de la democràcia es tingueren les primeres eleccions en el municipi, en les quals obtingué la victòria José Antonio Pérez Páramo, del partit UCD.

## Demografia
En el fogatge de 1495 –cens del Regne d'Aragó ordenat pel rei Ferran el Catòlic–, Pina figura amb 157 llars, la qual cosa equival a una població aproximada de 650 habitants. Ja al segle xix, el cens d'Espanya de 1857 registra 3 009 habitants per a Pina, el municipi més poblat del partit judicial homònim. L'evolució demogràfica de Pina al llarg del segle XX es caracteritza per la seva estabilitat, sempre per sobre dels 2 000 habitants; el 2014, la localitat comptava amb 2 567 habitants.
| Gràfica d'evolució demográfica de Pina de Ebro entre 1900 i 2014 |
|                                                                  |

## Administració i política

### Resultats electorals
| Període   | Alcalde                      | Partit |  |
| --------- | ---------------------------- | ------ |  |
| 1979-1983 | José Antonio Pérez Erm       | UCD    |  |
| 1983-1987 | José Antonio Pérez Erm       | PAR    |  |
| 1987-1991 | Julián Mermejo               | PSOE   |  |
| 1991-1995 | Julián Mermejo               | PSOE   |  |
| 1995-1999 | Manuel Cebollero             | PPA    |  |
| 1999-2003 | Manuel Cebollero             | PPA    |  |
| 2003-2007 | José Zumeta Usón             | PSOE   |  |
| 2007-2011 | María Teresa Martínez Toledo | PSOE   |  |
| 2011-2015 | María Teresa Martínez Toledo | PSOE   |  |
| 2015-2019 | Marisa Fanlo Mermejo         | CHA    |  |

| Eleccions municipals |      |      |      |      |
| Partit               | 2003 | 2007 | 2011 | 2015 |
| PPA                  | 2    | 2    | 3    | 4    |
| PSOE                 | 7    | 4    | 4    | 3    |
| CHA                  | 2    | 4    | 3    | 3    |
| AVP                  | -    | -    | -    | 1    |
| PAR                  | -    | 1    | 1    |      |
| Total                | 11   | 11   | 11   | 11   |

## Patrimoni

### Patrimoni arquitectònic
A Pina d'Ebre destaca la seva gran plaça rectangular, amb el quiosc de música al mig i l'antic Convent de San Francisco. Aquest últim és un conjunt format per l'església i el claustre, construït entre 1530 i 1539 sota el mecenatge dels Comtes de Sástago. L'església, dedicada a Santa María la Major, és una construcció sòbria i modesta que parteix d'una base mudèjar sobre la qual es van introduir elements renaixentistes en el claustre, i posteriorment barrocs, ja que l'església va ser ampliada en aquesta època. El temple original es va aixecar sobre una planta de nau única de dos trams, però en la reforma realitzada al segle xvii es va ampliar la nau tres trams. El claustre s'aixeca sobre una planta quadrada organitzada en dos pisos oberts a un pati central.
La Casa Consistorial, també situada a l'anterior plaça, és un palauet de tres plantes del segle xvi (1570-1590).
Per la seva banda, la Torre Vella, restaurada a la fi del segle xx, és l'únic vestigi de l'antiga església parroquial, destruïda durant els bombardejos de la Guerra Civil. Conformada per dos cossos i rematada en cuculla, constitueix un símbol del poble.
Un altre edifici religiós és l'Ermita de San Gregorio, a uns tres km del centre urbà en direcció als Monegres. Edificada al segle xvii, consta d'una sola nau. S'alça sobre un promontori des d'on s'observa una àmplia panoràmica.

### Patrimoni natural
A la zona oriental del terme municipal es troba «La Retuerta», un intricat conjunt de barrancs de fons pla, en els cims del qual i vessants destaca un sabinar, un dels últims exemples d'aquesta formació forestal a l'Aragó. El conjunt és un savinar pineda que creix, a manera d'illa, a les terres desboscades que conformen el centre de la Depressió de l'Ebre. Mentre que els pins carrascs es troben el cim dels turons i les parts altes, els fons de vall estan ocupats per la savina albar.

## Festes
- El 17 de gener es festeja San Antón.
- El 3 de febrer, en la festivitat de San Blas, se li dedica un «dansat» al sant. Aquest és un dels més antics de la província de Saragossa, ja que data del segle xvi.
- El 9 de maig té lloc la festa de San Gregorio, segon patró de la localitat. A ell se li demana la seva benedicció per als cultius del camp i també se li resa perquè plogui. Es complementa amb un romiatge a l'ermita amb carrosses engalanades.
- El 24 de juny se celebra la festivitat de Sant Joan. Es duu a terme la tradicional festa del «Toro de Sogues», declarada d'Interès Turístic Regional. Rememora una llegenda del primer terç del segle xii, durant la Reconquesta, segons la qual, en la nit de Sant Joan, quan els cristians anaven a treure en processó al sant titular i no van poder fer-ho per la presència dels àrabs, va aparèixer un toro brau de gran cornamenta que va arremetre contra els infidels, els qui van fugir de la població espaordits. Temps després, es va acordar portar un toro en la processó obrint camí a la peanya del sant, per de aquesta forma rendir-li tribut.[16]
- El patró de la localitat, Sant Roque, se celebra el 16 d'agost. Entre els actes de les festes cal destacar la presentació de les maques, la jota, els focs artificials, les revetlles i les vaquillas.[17]
- El 29 de setembre es festeja San Miguel.